# Mason
Iason Chronis, bedre kendt som Mason er en techno-producer/dj fra Holland.